# Bismo
Bismo är den enda tätorten i Skjåks kommun i Innlandet fylke i Norge. Orten ligger vid  riksväg 15 och utgör kommunens centralort.